# ヴィルヘルム2世 (ブラウンシュヴァイク＝リューネブルク公)

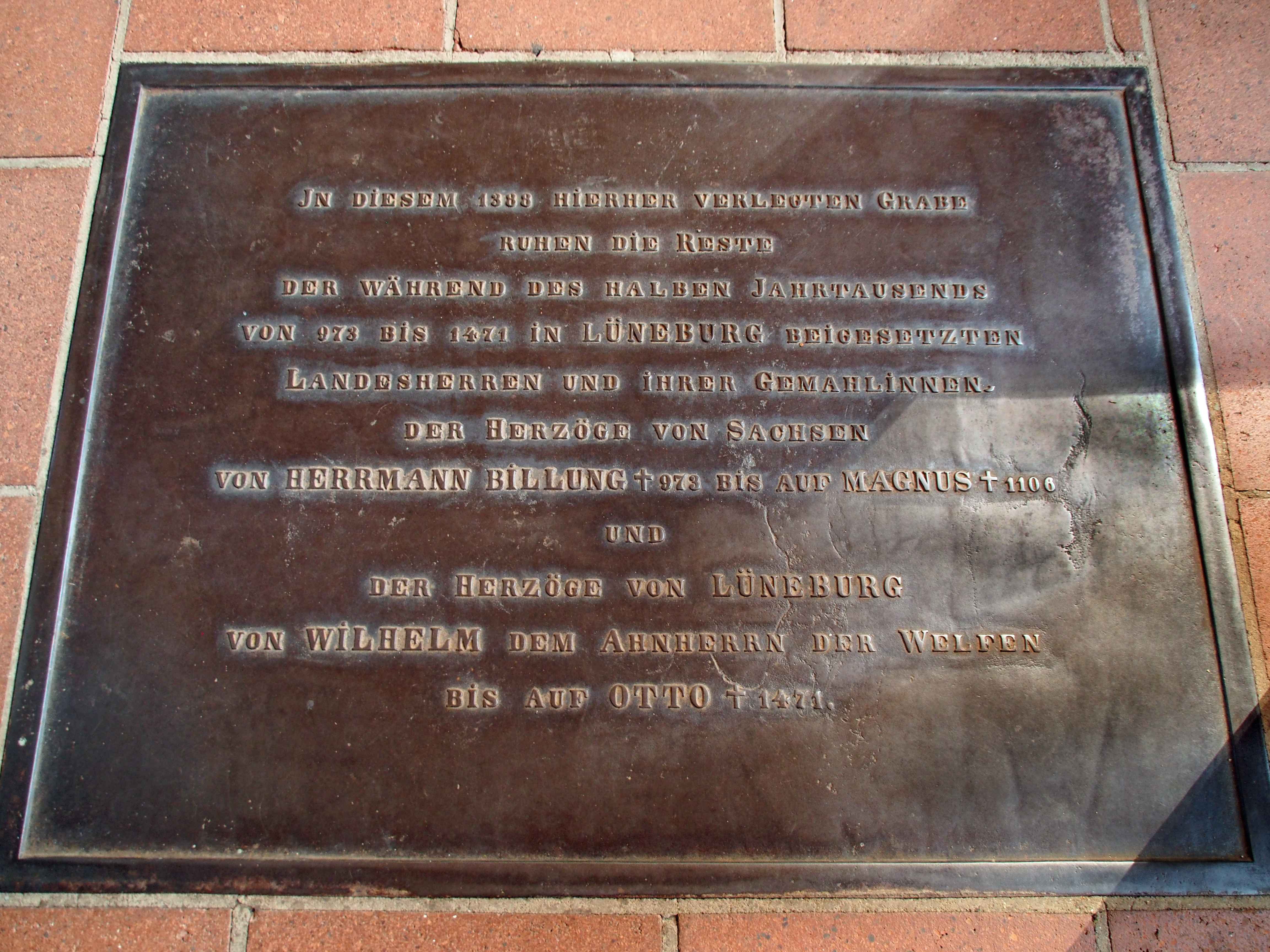
聖ミカエル教会にあるヴィルヘルム2世の墓

ヴィルヘルム2世（Wilhelm II., 1300年ごろ - 1369年11月23日）は、リューネブルク侯（在位：1330年 - 1369年）。

## 生涯
ヴィルヘルム2世は、ブラウンシュヴァイク＝リューネブルク公オットー2世とマティルデ・フォン・バイエルン（バイエルン公ルートヴィヒ2世の娘）との間の4子として1300年ごろに生まれた。父オットー2世は自らの死後、領地が分割相続されることを望んでいたが、1330年の父の死後に領地は分割されず、ヴィルヘルムは兄オットー3世と共同統治をした。兄弟の統治の初期における主な関心事は公国の領地の統合であった。ファラースレーベン、パペンハイム伯領およびヴェットマースハーゲン伯領を手に入れたことで、ヴィルヘルムらはギーフホルン周辺地域の領地を拡大させることができた。また他に、経済的新興都市の政治的支援もおこなった。特にリューネブルクの貿易については、イルメナウ川をリューネブルクとユルツェンの間で航行可能にし、リューネブルク侯領とザクセン＝ラウエンブルク公領の間で経済協定を結ぶことで利益を得た。
1352年の兄オットー3世の死後、ヴィルヘルムはリューネブルクの継承について関心を向けるようになった。兄の息子は早世しており、ヴィルヘルムも相続権を持たない娘しかいなかったため、ヴィルヘルムは自身の継承者として娘エリーザベトの息子アルブレヒト3世を選んだ。しかし、ヴィルヘルムはすでに皇帝カール4世に孫への領地の継承について求めていたものの、その後アルブレヒトの父方の伯父ヴェンツェルおよびルドルフの影響力を恐れこれを撤回した。撤回した他の理由として、1235年のブラウンシュヴァイク＝リューネブルクにおける叙任権契約と、ブラウンシュヴァイク系ヴェルフ家とヴィルヘルムの父オットー2世が締結した相続契約があり、それによるとブラウンシュヴァイク＝リューネブルク家全体で男子相続人がいる限り、侯領はその男子相続人が継承しなければならないとされていた。そこでヴィルヘルムは自身の子孫にリューネブルク侯領を継承させるため、次女マティルデをヴォルフェンビュッテル侯家のルートヴィヒ・フォン・ブラウンシュヴァイク＝リューネブルクと結婚させた。このことはリューネブルク侯領の継承者はヴォルフェンビュッテル侯領の継承者ともなり、分割相続されていたブラウンシュヴァイク＝リューネブルク公領が再びこの継承者の元に再統合されることを意味した。しかし、このような状況にもかかわらず、皇帝カール4世はアルブレヒト3世と二人の伯父への相続を認め、このことがヴィルヘルムの死後に勃発したリューネブルク継承戦争の原因となった。
ヴィルヘルムの姪で兄オットー3世の娘マティルデの存在により新たな問題が起こった。マティルデの夫ヴァルデック伯オットー2世も継承権を主張したのである。帝国裁判所は、ヴァルデック伯オットー2世に公国の半分の価値に相当する10万マルクを支払うことを決定した。しかしヴィルヘルムが支払いを拒否したため、最初に帝国アハト刑が科され、別の調停も試みられたがうまくいかず、皇帝オットー4世はミンデン司教にこれを実行させるよう命じたが、最終的に支払いが行われたかは不明である。最終的にヴィルヘルムは、娘婿でヴォルフェンビュッテル侯家の継承者であったルートヴィヒの死後、その兄ヴォルフェンビュッテル侯マグヌス2世を継承者に指名し、死に際してマグヌス2世にリューネブルク侯領を継承させた。ヴィルヘルムは1369年11月23日にリューネブルクで死去し、聖ミカエル教会に埋葬された。

## 子女
ヴィルヘルムは4度結婚し、そのうち最初の2人の妻からそれぞれ娘をもうけた。
最初に結婚したヘートヴィヒ・フォン・ラーフェンスベルク（1336年12月5日没）との間に1女をもうけた。
- エリーザベト（1384年没） - オットー・フォン・ザクセン＝ヴィッテンベルク（ルドルフ1世の子）と結婚しアルブレヒト3世をもうけた。のちホルシュタイン＝レンズブルク伯ニコラウスと再婚。

2度目に結婚したマリー（出自不明）との間に1女をもうけた。
- マティルデ（1410年5月16日以降没） - 1355年にルートヴィヒ・フォン・ブラウンシュヴァイク＝リューネブルク（1367年没、マグヌス1世の息子）と結婚、1368年6月25日にピンネベルク伯オットー1世（1404年没）と再婚。

1346年にゾフィー・フォン・アンハルト＝ベルンブルク（1362年没、アンハルト＝ベルンブルク侯ベルンハルト3世の娘）と3度目の結婚を、1363年にアグネス・フォン・ザクセン＝ラウエンブルク（1353年 - 1387年、ザクセン＝ラウエンブルク公エーリヒ2世の娘）と4度目の結婚をした。